# یواس‌اس خلیفه (اس‌پی-۲۷۲)
یواس‌اس خلیفه (اس‌پی-۲۷۲) (به انگلیسی: USS Caliph (SP-272)) یک کشتی بود که طول آن ۶۰ فوت (۱۸ متر) بود. این کشتی در سال ۱۹۱۰ ساخته شد.